# Liste der Kirchen in der Propstei Rostock

Propstei Rostock

Die Liste ist eine vollständige Auflistung aller Kirchengebäude der Propstei Rostock im Kirchenkreis Mecklenburg der Evangelisch-Lutherischen Kirche in Norddeutschland („Nordkirche“). Bis zur Gründung der Nordkirche zu Pfingsten 2012 war das Territorium Bestandteil des Kirchenkreises Rostock sowie des Kirchenkreises Güstrow der Evangelisch-Lutherischen Landeskirche Mecklenburgs.
Folgende Landkreise und kreisfreie Städte sind teilweise oder insgesamt Bestandteil des Kirchenkreises und werden in der Liste mit Abkürzungen gekennzeichnet:
- HRO Rostock
- LRO Landkreis Rostock
- LUP Landkreis Ludwigslust-Parchim
- MSE Landkreis Mecklenburgische Seenplatte
- VR Landkreis Vorpommern-Rügen

## Liste
| Ort                  | Kirchengemeinde               | Region         | Kirche                           | Land- kreis Koord. | Bauzeit                     | Besonderheiten | Abbildung         |
| -------------------- | ----------------------------- | -------------- | -------------------------------- | ------------------ | --------------------------- | --- | ----------------- |
| Alt Karin            | Kröpelin                      | Bad Doberan    | Dorfkirche Alt Karin             | LRO Koord.         | 14. Jahrh.                  | Backstein/Feldstein, zweijochiges Schiff, fünfseitiger Chor, quadratischer Westturm mit Walmdach, barocker Kanzelaltar mit Abendmahlsgemälde und Schnitzfiguren der vier Evangelisten, Patronatslogen und umlaufende Empore aus dem 18. Jh. |                   |
| Alt Panstorf         | Remplin                       | Meckl. Schweiz | Kirchenruine Alt Panstorf        | MSE Koord.         | 14. Jahrh.                  | Backstein, seit 1878 nicht mehr benutzt, 1920 durch Brand nach Blitzschlag zerstört |                   |
| Alt Sammit           | Krakow am See                 | Güstrow        | Dorfkirche Alt Sammit            | LRO Koord.         | 13./17. Jahrh.              | rechteckiger Backsteinbau, Vorgängerkirche 1636 zerstört und neu errichtet, Westturm 1863 angebaut, 1960 baufällig und gesperrt, 1979 eingestürzt und 1984–1987 wieder aufgebaut, 1990 Auszeichnung mit Europa-Nostra-Preis |                   |
| Alt Schönau          | Groß Gievitz                  | Meckl. Schweiz | Dorfkirche Alt Schönau           | MSE Koord.         | 14. Jahrh.                  | Feldstein, ohne Turm, Kanzel von 1700, spätgotischer Schnitzschrein mit Figuren der Hl. Maria, des Hl. Georg und eines Bischofs |                   |
| Althof               | Bad Doberan                   | Bad Doberan    | Kapelle Althof                   | LRO Koord.         | 14./19. Jahrh.              | Backstein, Originalzustand 1886–1888 durch Möckel verändert (Turm, Giebelfassade), Altaraufsatz aus dem 14. Jh. aus dem Münster Doberan |                   |
| Altkalen             | Altkalen-Boddin               | Meckl. Schweiz | Dorfkirche Altkalen              | LRO Koord.         | 13. Jahrh.                  | Backstein, Gewölbemalereien |                   |
| Bad Doberan          | Bad Doberan                   | Bad Doberan    | Doberaner Münster                | LRO Koord.         | 14. Jahrh.                  | Backstein, Kirche des Klosters Doberan, 1368 geweiht, landesfürstliche Grablege, Kelchschrank u. Flügelaltar um 1300, eichener Sakramentsturm u. 15 m hohes Triumphkreuz 1368, vollständig erhaltenes Mönchgestühl 14. Jh., zahlreiche Kunstwerke, z. B. Retabel mit Kreuzigung Christi um 1330 u. Retabel mit Darstellung der Hostienmühle um 1390 |                   |
| Bad Sülze            | Bad Sülze                     | Ribnitz/Sanitz | Stadtkirche Bad Sülze            | VR Koord.          | 13. Jahrh.                  | Backstein, neogotischer Altar, Rokoko-Kanzel 1770, Orgelprospekt von 1772, Taufe aus Kalkstein aus dem 13. Jh. |                   |
| Badendiek            | Lohmen                        | Güstrow        | Dorfkirche Badendiek             | LRO Koord.         | 13. Jahrh.                  | Feldstein, eingezogener Backstein-Fachwerkturm, Triumphkreuz 15. Jh., spätgot. Flügelaltar 16. Jh., Kanzel 17. Jh., Orgel von Lütkemüller 19. Jh. |                   |
| Basedow              | Gielow                        | Meckl. Schweiz | Kirche Basedow                   | MSE Koord.         | 13. Jahrh.                  | Feldstein, Erweiterung 15. Jh. (Backstein), neogotischer Turm 19. Jh., Altar aus Sandstein 1592, Kanzel 17. Jh., Orgel 17. Jh. unter Mitwirkung von Schnitker |                   |
| Basse                | Basse-Walkendorf              | Meckl. Schweiz | Dorfkirche Basse                 | LRO Koord.         | 14. Jahrh.                  | Feldstein/Backstein, Langhaus aus Backstein, Patronatsgestühl 16. Jh., Kanzel Anf. 18. Jh., historische Grabplatten |                   |
| Baumgarten           | Bützow                        | Güstrow        | Dorfkirche Baumgarten            | LRO Koord.         | 14. Jahrh.                  | Feldstein, Glasmalereien im Ostchor (19. Jahrh.), gut erhaltene Innengestaltung mit Resten eines gotischen Altars, Glocke 1376 von Rickert von Mönkhagen |                   |
| Beestland            | Levin mit Brudersdorf         | Meckl. Schweiz | Kapelle Beestland                | MSE Koord.         | 20. Jahrh. (1955)           | Ziegelbau, Bronzeglocke von der Kirche Schorrentin |                   |
| Behren-Lübchin       | Basse-Walkendorf              | Meckl. Schweiz | Dorfkirche Behren-Lübchin        | LRO Koord.         | 13. Jahrh.                  | Feldstein, spätromanisch, Chor mit halbrunder Apsis, Reste der Außenbemalung 13. Jh., Turm mit achteckigem Obergeschoss und geschweifter Haube und Laterne, zwei Glocken, eine von 1435, Altar mit Kreuzigungsszene von 1712, Lütkemüller-Orgel von 1863 |                   |
| Belitz               | Belitz                        | Meckl. Schweiz | Dorfkirche Belitz                | LRO Koord.         | 13./19. Jahrh.              | Backstein, ursprünglich um 1270, neogotischer Umbau 1886–1888, Epitaph 1606 aus Sandstein mit Marmorrelief, drei Glocken, zweimanualige Orgel 1784 von Christian Kersten aus Rostock |                   |
| Bellin               | Lohmen                        | Güstrow        | Dorfkirche Bellin                | LRO Koord.         | 13. Jahrh.                  | Feldstein, spätromanisch, Wand- und Gewölbemalereien 14. und 15. Jh., Altar 15. Jh. mit Schnitzfiguren, Taufbecken 16. Jh., Steinsarkophag 18. Jh. |                   |
| Bentwisch            | Bentwisch                     | Ribnitz/Sanitz | Dorfkirche Bentwisch             | LRO Koord.         | 14. Jahrh.                  | Backstein, separater Holzturm, gotischer Triumphbogen, Klappaltar mit Schnitzfiguren aus dem 15. Jh., Renaissance-Kanzel, Empore mit Malereien von 1690 |                   |
| Berendshagen         | Satow                         | Bad Doberan    | Dorfkirche Berendshagen          | LRO Koord.         | 15. Jahrh.                  | Backstein auf Feldsteinfundament, 3-schiffig, verbretterter Westturm, Altar von 1668 mit Teilen eines spätgot. Schnitzaltars mit Gnadenstuhl, Kanzel von 1702, Gestühl von 1586 und 1697, Emporen aus dem 18. u. 19. Jh. |                   |
| Bernitt              | Bernitt                       | Güstrow        | Dorfkirche Bernitt               | LRO Koord.         | 13. Jahrh.                  | Feldstein, spätgotischer Schnitzaltar (Anf. 16. Jahrh.), im Chorraum Sakramentsschrank mit sehr alter Malerei, Tauffünte aus Granit, mittelalterliche Deckenmalereien im Schiff. |                   |
| Blankenhagen         | Blankenhagen                  | Ribnitz/Sanitz | Dorfkirche Blankenhagen          | VR Koord.          | 14. Jahrh.                  | Feldstein, im Chor dreigeteiltes Spitzbogenfenster, hölzerner Turm, Schnitger-Orgel, Innenausstattung neogotisch |                   |
| Boddin               | Altkalen-Boddin               | Meckl. Schweiz | Nicolaikirche Boddin             | LRO Koord.         | 13. Jahrh. (1288)           | Backstein, Feldsteinchor, Kirchenschiff 14. Jh., 1871 neogotischer Umbau, Westturm im Neobarock 1914/1915, Höhe 34 m |                   |
| Boitin               | Bützow                        | Güstrow        | Dorfkirche Boitin                | LRO Koord.         | 14. Jahrh.                  | Backstein, Einsturz westliches Kreuzgewölbe 1998, Gewölbe erneuert 2008, Fresken |                   |
| Bristow              | Bülow/Rambow                  | Meckl. Schweiz | Dorfkirche Bristow               | MSE Koord.         | 16. Jahrh. (1601)           | Feldstein, 1597 Baubeginn, Friese-Orgel, Altar, Kanzel und Taufe von 1601 |                   |
| Brudersdorf          | Levin mit Brudersdorf         | Meckl. Schweiz | Dorfkirche Brudersdorf           | MSE Koord.         | 19. Jahrh. (1866)           | Feldstein, neugotisch |                   |
| Buchholz             | Buchholz                      | Bad Doberan    | Dorfkirche Buchholz              | LRO Koord.         | 19. Jahrh. (1878)           | Backstein, barocke Ausstattung aus der Stadtkirche Tessin, Altar von 1730, Kanzel von 1740 |                   |
| Bülow                | Bülow/Rambow                  | Meckl. Schweiz | Dorfkirche Bülow (Schorssow)     | MSE Koord.         | 13. Jahrh.                  | Feldstein/Ziegel |                   |
| Bützow               | Bützow                        | Güstrow        | Stiftskirche Bützow              | LRO Koord.         | 13. Jahrh.                  | Backstein, gotisch, St. Maria, St. Johannes und St. Elisabeth geweiht, Bau in Etappen als 3-schiffige Hallenkirche bis 1400. Westturm mit Dachreiter (1728) |                   |
| Cammin               | Cammin/Petschow               | Ribnitz/Sanitz | Dorfkirche Cammin                | LRO Koord.         | 13. Jahrh.                  | Feldstein, spätgotischer Flügelaltar, barocke Orgel 1724 von Hans Hantelmann |                   |
| Dänschenburg         | Blankenhagen                  | Ribnitz/Sanitz | Dorfkirche Dänschenburg          | VR Koord.          | 13. Jahrh.                  | Feldstein, restauriert 1956, Turm 1732, Altaraufsatz von 1722, Barockkanzel von 1725, spätgot. Anna-Selbdritt-Gruppe |                   |
| Dahmen               | Bülow/Rambow                  | Meckl. Schweiz | Dorfkirche Dahmen                | LRO Koord.         | 13. Jahrh.                  | Backstein, um 1300 gebaut, frühgotisch, gerader Chorabschluss, Giebel mit Blendenschmuck, Altar mit Bildern der Passionsszenen vermutlich aus gotischem Triptychon, sitzende Madonnenfigur 13. Jh., 1991 neues Kirchendach |                   |
| Dargun               | Dargun                        | Meckl. Schweiz | Klosterkirche Dargun             | MSE Koord.         | 13. Jahrh.                  | Backstein, Ruine |                   |
| Dargun               | Dargun                        | Meckl. Schweiz | Pfarrkirche Dargun               | MSE Koord.         | 1178 1753                   | Feldsteinkirche Langhaus und Turm in Backstein erneuert |                   |
| Diekhof              | Laage                         | Güstrow        | Kapelle Diekhof                  | LRO Koord.         | 18. Jahrh. (1768)           | Putzbau, Schlosskapelle, quadratischer Pavillon, an der Nord- und Südwand Emporen, Stuckdekorationen in Gold auf Weiß, Kanzelaltar, 1952 restauriert |                   |
| Dierhagen            | Wustrow                       | Ribnitz/Sanitz | Kirche Dierhagen                 | VR Koord.          | 19. Jahrh. (1850)           | Backstein, Kanzel an der Ostwand, Orgelempore an der Westwand, Glocke aus dem Vorgängerbau des 16. Jh. |                   |
| Dobbin               | Krakow am See                 | Güstrow        | Dorfkirche Dobbin                | LRO Koord.         | Ende 13., Anfang 14. Jahrh. | rechteckiger Backsteinbau, Westturm 1863 angebaut, Blendenschmuck an Giebeln, 1990 nach Sturm Turm und Dach neu eingedeckt, flachgedeckter Innenraum. |                   |
| Duckow               | Gielow                        | Meckl. Schweiz | Dorfkirche Duckow                | MSE Koord.         | 13. Jahrh.                  | Feldstein, Frieseorgel |                   |
| Eickelberg           | Bützow                        | Güstrow        | Dorfkirche Eickelberg            | LRO Koord.         | 14. Jahrh.                  | Backstein auf Feldsteinfundament, einschiffig, im Altarraum eine spätromanische Tauffünte |                   |
| Finkenthal           | Altkalen-Boddin               | Meckl. Schweiz | Dorfkirche Finkenthal            | LRO Koord.         | 19. Jahrh. (1805)           | Fachwerk |                   |
| Gelbensande          | Blankenhagen                  | Ribnitz/Sanitz | Kapelle Gelbensande              | LRO Koord.         | 20. Jahrh. (1924)           | Backstein, Eigentum der Kommune, Orgel nicht mehr funktionstüchtig, 2008 Dachstuhl u. Glockenturm saniert |                   |
| Gessin               | Gielow                        | Meckl. Schweiz | Dorfkirche Gessin                | MSE Koord.         | 13. Jh.                     | Feldstein |                   |
| Gielow               | Gielow                        | Meckl. Schweiz | Dorfkirche Gielow                | MSE Koord.         | /19. Jahrh.                 | |                   |
| Gnoien               | Gnoien                        | Meckl. Schweiz | Marienkirche (Gnoien)            | LRO Koord.         | 13. Jahrh.                  | Backstein |                   |
| Göldenitz            | Schwaan                       | Güstrow        | Dorfkirche Göldenitz             | LRO Koord.         | 13. Jahrh.                  | Feldstein, Putz, Dachreiter mit Glocke |                   |
| Gorschendorf         | Malchin                       | Meckl. Schweiz | Dorfkirche Gorschendorf          | MSE Koord.         | 19. Jahrh.                  | Backstein |                   |
| Graal-Müritz         | Graal-Müritz                  | Ribnitz/Sanitz | Lukaskirche (Graal-Müritz)       | LRO Koord.         | 20. Jahrh. (1908)           | Backstein, neoromanischer Möckel-Bau, Turm im Osten, schiffsähnliches Tonnengewölbe, Jugendstilmalerei, Sauer-Orgel v. 1953 (renov. 1993–1997) |                   |
| Groß Grenz           | Schwaan                       | Güstrow        | Dorfkirche Groß Grenz            | LRO Koord.         | 14. Jahrh.                  | Backstein |                   |
| Groß Markow          | Hohen Mistorf                 | Meckl. Schweiz | Dorfkirche Groß Markow           | LRO Koord.         | 19. Jahrh. (1840)           | Ziegelbau |                   |
| Groß Methling        | Dargun                        | Meckl. Schweiz | Dorfkirche Groß Methling         | MSE Koord.         | 19. Jahrh.                  | Backstein, neugotisch |                   |
| Groß Upahl           | Lohmen                        | Güstrow        | Dorfkirche Groß Upahl            | LRO Koord.         | 14. Jahrh.                  | Feldstein, Blendenschmuck am Ostgiebel, hölzerner Glockenturm |                   |
| Groß Wokern          | Klaber-Serrahn                | Güstrow        | Dorfkirche Groß Wokern           | LRO Koord.         | 13. Jahrh.                  | Feldstein |                   |
| Güstrow              | Domgemeinde                   | Güstrow        | Güstrower Dom                    | LRO Koord.         | 13. Jahrh.                  | Backstein |                   |
| Güstrow              | Pfarrgemeinde                 | Güstrow        | Pfarrkirche St. Marien           | LRO Koord.         | 13. Jahrh.                  | Backstein, 3-schiffige gotische Basilika (14. Jh.), Restauration 1880/83, reiche Innenausstattung, Triumphkreuzgruppe (1516), Schnitzaltar (1522), Sandsteinkanzel (1583), Ratsstuhl (1599, renoviert 1883), Wendeltreppe (16. Jh.), Madonna im Strahlenkranz (16. Jh.), geschnitzte Tür zur Taufkapelle (1729), barocker Orgelprospekt u. -empore auf volutenartig geschwungenen Konsolen (1764/65, von Paul Schmidt)                                                |                   |
| Hanstorf             | Satow                         | Bad Doberan    | Dorfkirche Hanstorf              | LRO Koord.         | 14. Jahrh.                  | Backstein mit Feldstein, ursprünglich Feldstein, Umbau mit 3-seitigem Ostschluss mit Strebepfeilern, teilweise Kreuzrippengewölbe, Turm 1699 zerstört, dafür hölzerner Dachreiter, barocker Altar, Kanzel 1585, Sakramentshaus 14. Jh. |                   |
| Heiligendamm         | Bad Doberan                   | Bad Doberan    | Evangelische Kirche Heiligendamm | LRO Koord.         | 20. Jahrh. (1904)           | Backstein, neogotischer Möckel-Bau, Bestandteil des Kurwaldes, 1998/99 neues Dach |                   |
| Heiligenhagen        | Satow                         | Bad Doberan    | Dorfkirche Heiligenhagen         | LRO Koord.         | 14. Jahrh. (1300)           | Feldstein, Bretterturm, südl. Fachwerkvorhalle 1723, Schiff u. Chor mit Kreuzrippengewölbe, Triumphbogen, Reste eines spätgot. Schnitzaltars 15. Jh., Altargemälde 17. Jh., Kanzel 1677, barocker Taufengel, Epitaph eines v. Bülow, Patene 14. Jh. |                   |
| Hohen Demzin         | Bülow/Rambow                  | Meckl. Schweiz | Dorfkirche Hohen Demzin          | LRO Koord.         | 19. Jahrh. (1872)           | Backstein/Feldstein, neogotischer Backsteinbau auf hohem Feldsteinsockel, Chor und Turm ebenfalls Feldstein, Altarbild von Fischer-Poissou, Wappenepitaph für Adam von der Osten 1682, Patronatsgestühl mit Wappen, Grabsteine |                   |
| Hohen Luckow         | Neukirchen                    | Güstrow        | Dorfkirche Hohen Luckow          | LRO Koord.         | 14. Jahrh.                  | Backstein auf Felsenfundament, Dachreiter-Turm nach 1934, barocke Ausstattung, Taufengel 1712, Orgel 1772 |                   |
| Hohen Mistorf        | Hohen Mistorf                 | Meckl. Schweiz | Dorfkirche Hohen Mistorf         | LRO Koord.         | 13. Jahrh.                  | Backstein |                   |
| Hohen Sprenz         | Hohen Sprenz-Kritzkow         | Güstrow        | Dorfkirche Hohen Sprenz          | LRO Koord.         | 13. Jahrh.                  | Feldstein, Taufstein (13./14. Jh.), Grabplatten, Kanzel (vor 1700) |                   |
| Jördenstorf          | Jördenstorf                   | Meckl. Schweiz | Dorfkirche Jördenstorf           | LRO Koord.         | 13. Jahrh.                  | Backstein, Feldstein |                   |
| Jürgenshagen         | Neukirchen                    | Güstrow        | Kapelle Jürgenshagen             | LRO Koord.         | 19. Jahrh. (1891)           | Möckel-Bau |                   |
| Kambs                | Schwaan                       | Güstrow        | Dorfkirche Kambs                 | LRO Koord.         | 13. Jahrh.                  | Backstein, 1862/63 Langschiff und Turm neogotisch erneuert, zweiflügliger Schnitzaltar 15. Jh. |                   |
| Karcheez             | Lohmen                        | Güstrow        | Dorfkirche Karcheez              | LRO Koord.         | 14. Jahrh.                  | Backstein auf Feldsteinsockel, flachgedeckte Saalkirche |                   |
| Karow                | Krakow am See                 | Güstrow        | Dorfkirche Karow                 | LUP Koord.         | 15. Jahrh.                  | Feldstein |                   |
| Kavelstorf           | Kavelstorf                    | Ribnitz/Sanitz | Dorfkirche Kavelstorf            | LRO Koord.         | 13. Jahrh.                  | Feldstein, Portale u. Fenster Backstein, Autobahnkirche, ehemalige Wehrkirche, fast quadr. Schiff, Chor 13. Jh., 1723 erneuert, Schiff u. Turm etwas jünger, rest. 1875, Schiff u. Chor Kuppelgewölbe, Wandmalereien 13. Jh. |                   |
| Kessin               | Kessin                        | Rostock        | St. Godehard Kessin              | LRO Koord.         | 13. Jahrh.                  | Feldstein/Backstein, Chor aus Feldsteinen 1269, Schiff flachgedeckt um 1360, blendenverzierter Ostgiebel, außen Strebepfeiler, Turm 1886, Chorausmalung 1977 freigelegt, Schnitzfiguren Madonna um 1300, Godehard 15. Jh., Kreuzigungsgruppe 16. Jh., Pastorenbildnisse 17./18. Jh. |                   |
| Kirch Kogel          | Lohmen                        | Güstrow        | Dorfkirche Kirch Kogel           | LRO Koord.         | 13. Jahrh.                  | Backstein |                   |
| Kirch Rosin          | Lohmen                        | Güstrow        | Dorfkirche Kirch Rosin           | LRO Koord.         | 13. Jahrh.                  | Backstein |                   |
| Klaber               | Klaber-Serrahn                | Güstrow        | Dorfkirche Klaber                | LRO Koord.         | 18. Jahrh.                  | Backstein/Feldstein |                   |
| Klockenhagen         | Ribnitz                       | Ribnitz/Sanitz | Museumskirche Klockenhagen       | VR Koord.          | 18. Jahrh.                  | Fachwerk, ursprünglicher Standort in Dargelütz, nach 1992 ins Freilichtmuseum Klockenhagen umgesetzt |                   |
| Kloster Wulfshagen   | Marlow                        | Ribnitz/Sanitz | Dorfkirche Kloster Wulfshagen    | VR Koord.          | 18. Jahrh.                  | Fachwerk, verbretterter Glockenturm mit Pyramidendach in gleicher Höhe wie das Kirchenschiff, hölzerne Flachtonnendecke, Schnitzaltar 15. Jh. mit Reliefs der Mariengeschichte u. Passion, Altargemälde Abendmahl, Auferstehung u. Himmelfahrt 18. Jh., Spätrenaissance-Kanzel u. Patronatsloge 17. Jh. |                   |
| Kölzow               | Kölzow                        | Ribnitz/Sanitz | Dorfkirche Kölzow                | VR Koord.          | 13. Jahrh.                  | Feldstein, Chor noch romanisch mit Kuppelgewölbe, Schiff mit hölzerner Tonnendecke, spitzbogiger Triumphbogen zwischen Chor u. Schiff, Turm mit Fachwerkaufsatz später gebaut, Wandmalereie 13. Jh. wurden 1988 freigelegt, Altar mit Schnitzfiguren 1736, gleiche Zeit Kanzel mit Schnitzwerk, Orgelempore mit Wappenmalerei |                   |
| Krakow am See        | Krakow am See                 | Güstrow        | Stadtkirche Krakow am See        | LRO Koord.         | 18. Jahrh. (1762)           | Backstein, Ostgiebel ist Rest einer Vorgängerkirche von 1230 |                   |
| Kritzkow             | Hohen Sprenz-Kritzkow         | Güstrow        | Dorfkirche Kritzkow              | LRO Koord.         | A. 14. Jh., um 1900         | Im Kern Backsteinbau, Anfang 14. Jahrhundert, eingreifende Erneuerung um 1900 (neuer Turm, neuer Chor, neugotische Ausstattung) |                   |
| Kröpelin             | Kröpelin                      | Bad Doberan    | Stadtkirche Kröpelin             | LRO Koord.         | 13. Jahrh.                  | Backstein/Feldstein, Langhaus 14. Jh., Turm 15. Jh., Turmobergeschoss und Helm 18. Jh., spätgot. Wandmalereien (Christophorus), Altarbild von Gaston Lenthe, Bronzefünte 1508, Grabstein 14. Jh. |                   |
| Kühlungsborn         | Kühlungsborn                  | Bad Doberan    | Johanniskirche Kühlungsborn      | LRO Koord.         | 14. Jahrh.                  | Feldstein, frühgotisch, Chor 15. Jh., hölzerner Turm, südlicher Vorbau mit Schmuckgiebel, 1962 rest., Kanzel mit Schnitzfiguren 1698, Triumphkreuzgruppe, Madonnenfigur 15. Jh., Figuren eines ehem. Altars im Chor, in den Chorfenstern Wappenscheiben |                   |
| Kuhlrade             | Ribnitz                       | Ribnitz/Sanitz | Dorfkirche Kuhlrade              | VR Koord.          | 18. Jahrh.                  | Fachwerk, Fenster mit gotisierendem Maßwerk |                   |
| Laage                | Laage                         | Güstrow        | Kirche Laage                     | LRO Koord.         | 13. Jahrh.                  | Backstein |                   |
| Laase                | Bützow                        | Güstrow        | Dorfkirche Laase                 | LRO Koord.         | 14. Jahrh.                  | Feldstein, innen eine sitzende Madonna mit Kind aus dem 13. Jahrh., Wandkruzifix und Sakramentsschrank (14. Jahrh.) |                   |
| Lambrechtshagen      | Lambrechtshagen               | Bad Doberan    | Dorfkirche Lambrechtshagen       | LRO Koord.         | 13. Jahrh.                  | Feldstein/Backstein, Chor aus Feldstein 13. Jh., Ostgiebel mit Blendenschmuck, Schiff Backstein 15. Jh., 2-jochig mit Kreuzrippengewölbe, Turm 1805 erneuert, Gewölbemalereien 13. u. 15. Jh. wurden 1939 freigelegt, Altar 1806, Renaissancekanzel mit Beschlagwerk, Sakramentsschrank 14. Jh., bemalte Empore 18. Jh., Orgel von Eule 1995 |                   |
| Langen Trechow       | Bützow                        | Güstrow        | Kapelle Langen Trechow           | LRO Koord.         | 14. Jahrh.                  | Fachwerk, mit Notdach versehener, sanierungsbedürftig, Innenausstattung fehlt, nicht mehr benutzbar |                   |
| Langhagen            | Klaber-Serrahn                | Güstrow        | Dorfkirche Langhagen             | LRO Koord.         | 20. Jahrh.                  | Ziegel |                   |
| Lansen               | Rittermannshagen/Groß Gievitz | Meckl. Schweiz | Dorfkirche Lansen                | LRO Koord.         | 14. Jahrh.                  | Backstein | Dorfkirche Lansen |
| Levin                | Levin mit Brudersdorf         | Meckl. Schweiz | Johanniskirche Levin             | MSE Koord.         | 1256                        | Feldsteinkirche. Kirchturm fertig gestellt 1450 und renoviert 2009. Innenbemalung von 1888, aber noch gut erhalten. Rasche-Orgel aus dem 18. Jh. Nebenan das Pfarrhaus, erbaut 1744. |                   |
| Levitzow             | Thürkow-Warnkenhagen          | Meckl. Schweiz | Dorfkirche Levitzow              | LRO Koord.         | 14. Jahrh.                  | Backstein |                   |
| Lichtenhagen         | Lichtenhagen/Lütten Klein     | Bad Doberan    | Dorfkirche Lichtenhagen          | LRO Koord.         | 13. Jahrh.                  | Feldstein, dreischiffig, aus der Zeit des Übergangs von der Romanik zur Gotik, mehrere Umbauten, Gewölbemalereien aus dem 14. Jh., Taufstein aus dem 13. Jh., Jehmlich-Orgel, Renaissancekanzel von 1619 |                   |
| Linstow              | Krakow am See                 | Güstrow        | Kirche Linstow                   | LRO Koord.         | 13./19. Jahrh.              | Backstein |                   |
| Lohmen               | Lohmen                        | Güstrow        | Dorfkirche Lohmen                | LRO Koord.         | 13. Jahrh.                  | Feldstein, frühgotisch, Wand- und Gewölbemalerei (um 1400), 1872/73 restauriert, Triumphkreuz (15. Jh.) |                   |
| Lübsee               | Wattmannshagen                | Güstrow        | Dorfkirche Lübsee                | LRO Koord.         | 15. Jahrh.                  | Feldstein |                   |
| Lüdershagen          | Reinshagen                    | Güstrow        | Dorfkirche Lüdershagen           | LRO Koord.         | frühes 13. Jahrh.           | turmloser, langgestreckter Feldsteinbau, Gewölbemalereien um 1300 im Chor, 1898 freigelegt und durch Restaurierung verunklärt |                   |
| Lüssow               | Lüssow-Parum                  | Güstrow        | Dorfkirche Lüssow                | LRO Koord.         | 13. Jahrh.                  | Feldstein |                   |
| Malchin              | Malchin                       | Meckl. Schweiz | St. Johannis                     | MSE Koord.         | 14. Jahrh.                  | Backstein |                   |
| Marlow               | Marlow                        | Ribnitz/Sanitz | Stadtkirche Marlow               | VR Koord.          | 13. Jahrh.                  | Backstein, aus der Zeit des Übergangs von der Romanik zur Gotik, Langhaus mit Obergadenfenster, Kanzel und Altaraufsatz aus der Spätrenaissance, Kreuzigungsbild von G. Lenthe, weitere neugotische Ausstattung |                   |
| Mistorf              | Lüssow-Parum                  | Güstrow        | Kapelle Mistorf                  | LRO Koord.         | 14. Jahrh.                  | Backstein |                   |
| Moisall              | Bernitt                       | Güstrow        | Dorfkirche Moisall               | LRO Koord.         | 13. Jahrh.                  | Feldstein, hölzernes Tonnengewölbe, Kanzel von 1615, Schalldeckel, Altar und Empore erste Hälfte des 18. Jahrh., Tauffünte aus Granit (13. Jahrh.), Kirchturm mit Einzeigeruhr |                   |
| Neukalen             | Neukalen-Schorrentin          | Meckl. Schweiz | Johanneskirche Neukalen          | MSE Koord.         | 13. Jahrh.                  | Backstein |                   |
| Neukirchen           | Neukirchen                    | Güstrow        | Dorfkirche Neukirchen            | LRO Koord.         | 13. Jahrh.                  | Feldstein, Altar, Kanzel, Patronatsstuhl, ein Epitaph aus der Barockzeit |                   |
| Oettelin             | Lüssow-Parum                  | Güstrow        | Kapelle Oettelin                 | LRO Koord.         | 19. Jahrh.                  | Fachwerk |                   |
| Parkentin            | Parkentin                     | Bad Doberan    | Dorfkirche Parkentin             | LRO Koord.         | 14. Jahrh.                  | Backstein, dreischiffig, Chor aus Feldsteinen, in mehreren Abschnitten erbaut, Nordportal mit Verzierungen, Flügelaltar 15. Jh., Kanzel 1615, Fresken aus dem 14. Jh. |                   |
| Parum                | Lüssow-Parum                  | Güstrow        | Dorfkirche Parum                 | LRO Koord.         | 13. Jahrh.                  | Backstein |                   |
| Passin               | Bützow                        | Güstrow        | Kapelle Passin                   | LRO Koord.         | 14. Jahrh.                  | Fachwerk, Glockengaube und schlichter Innenraum |                   |
| Petschow             | Cammin/Petschow               | Ribnitz/Sanitz | Dorfkirche Petschow              | LRO Koord.         | 13. Jahrh.                  | Feldstein, Malereien an Gewölbe und Wänden 14. Jh., Schnitzaltar 1707, Kanzel 1610, geschnitzte Tür einer Sakramentsnische 14. Jh. |                   |
| Polchow              | Laage                         | Güstrow        | Dorfkirche Polchow               | LRO Koord.         | 19. Jahrh.                  | Backstein, Architekt Möckel |                   |
| Qualitz              | Bützow                        | Güstrow        | Dorfkirche Qualitz               | LRO Koord.         | 14. Jahrh.                  | Feldstein/Backstein, spätgotisch, vierstöckiger Turm 19. Jh., gotischer Flügelaltar 15. Jh. |                   |
| Rambow               | Bülow/Rambow                  | Meckl. Schweiz | Dorfkirche Rambow                | MSE Koord.         | 15. Jahrh.                  | Feldstein |                   |
| Recknitz             | Laage                         | Güstrow        | St. Bartholomäus (Recknitz)      | LRO Koord.         | 13. Jahrh.                  | Feldstein |                   |
| Reez                 | Kavelstorf                    | Ribnitz/Sanitz | Kapelle Reez                     | LRO Koord.         | 18. Jahrh. (1772)           | Putzbau, Kanzelaltar, Gestühl und Empore mit Schnitzereien im Rokokostil |                   |
| Reinshagen           | Reinshagen                    | Güstrow        | Dorfkirche Reinshagen            | LRO Koord.         | 13. Jahrh.                  | Backstein |                   |
| Remplin              | Hohen Mistorf                 | Meckl. Schweiz | Rempliner Kirche                 | MSE Koord.         | 19. Jahrh. (1878)           | Kreuzförmiger Backsteinbau mit polygonalem Ortsschluss und vorgesetztem Westturm von 1875–1878. Sockel aus Zyklopenfeldsteinmauerwerk, relativ aufwändige Außen- und Turmgestaltung, maßwerkgefülltes Radfenster. |                   |
| Rethwisch            | Rethwisch                     | Bad Doberan    | Dorfkirche Rethwisch             | LRO Koord.         | 14. Jahrh.                  | Feldstein/Backstein, mit Feldsteinsockel, dreischiffiges Langhaus, hölzerner Turm wohl 17./18. Jh., uneinheitlicher Schnitzaltar 15./16. Jh., Kanzel und Deckel mit Schnitzwerk 1666, Kruzifix wohl um 1400, Glocke von 1412 |                   |
| Retschow             | Steffenshagen-Retschow        | Bad Doberan    | Dorfkirche Retschow              | LRO Koord.         | 14. Jahrh.                  | Backstein, hölzerner Turm |                   |
| Retzow               | Hohen Mistorf                 | Meckl. Schweiz | Kapelle Retzow                   | MSE Koord.         | 20. Jahrh.                  | Backstein |                   |
| Ribnitz              | Ribnitz                       | Ribnitz/Satow  | Marienkirche Ribnitz             | VR Koord.          | 13./14. Jahrh.              | Backstein, mehrfache Umgestaltungen und Erweiterungen, Mansarddach über Längsschiff 18. Jh., quadratischer Westturm 15. Jh. mit geschweifter Haube und Laterne, Altaraufsatz 1781, Triumphkreuz A. 15. Jh. |                   |
| Rittermannshagen     | Rittermannshagen/Groß Gievitz | Meckl. Schweiz | Dorfkirche Rittermannshagen      | MSE Koord.         | 14. Jahrh.                  | Backstein |                   |
| Rövershagen          | Rövershagen                   | Ribnitz/Sanitz | Dorfkirche Rövershagen           | LRO Koord.         | 13./19. Jahrh.              | Backstein/Feldstein, Backsteinturm 1900 mit Pyramidenhelm, Kanzel 1593, barocker Altaraufsatz 1708, Triumphkreuz 16. Jh., Orgel 1869 von Friedrich Friese III |                   |
| Rostock-Biestow      | Biestow                       | Rostock        | Dorfkirche Biestow               | HRO Koord.         | 13. Jahrh.                  | Feldstein, Turm von 1912, mit Blendwerk verzierte Giebel, dreischiffiges Langhaus mit flacher Holzdecke, Triumphkreuz und Schnitzfiguren darüber aus dem 15. Jh., Kruzifix von 1420 am Altar |                   |
| Rostock-Dierkow      | Slütergemeinde                | Rostock        | Slüterhaus Dierkow               | HRO Koord.         | 20. Jahrh.                  | Ziegelbau |                   |
| Rostock-Gehlsdorf    | Gehlsdorf                     | Rostock        | Kirche Gehlsdorf                 | HRO Koord.         | 20. Jahrh.                  | Putzbau, ehem. Schule |                   |
| Rostock-Groß Klein   | Ufergemeinde                  | Rostock        | Gemeindezentrum Brücke           | HRO Koord.         | 20. Jahrh.                  | Putzbau, modernes Gemeindezentrum mit freistehendem Glockenstuhl |                   |
| Rostock-Hansaviertel | St.-Johannis                  | Rostock        | Johanniskirche Rostock           | HRO Koord.         | 20. Jahrh.                  | Backstein |                   |
| Rostock-KTV          | Heilig-Geist                  | Rostock        | Heiligen-Geist-Kirche Rostock    | HRO Koord.         | 19. Jahrh.                  | Backstein |                   |
| Rostock-Lichtenhagen | St.-Thomas-Gemeinde           | Rostock        | Gemeindezentrum Lichtenhagen     | HRO Koord.         | 20. Jahrh.                  | Plattenbau, ehemalige Kaufhalle |                   |
| Rostock-Reutershagen | Luther-St.-Andreas-Gemeinde   | Rostock        | Martin-Luther-Haus               | HRO Koord.         | 20. Jahrh.                  | Ziegelbau |                   |
| Rostock-Reutershagen | Luther-St.-Andreas-Gemeinde   | Rostock        | St.-Andreas-Kirche               | HRO Koord.         | 20. Jahrh.                  | Putzbau, Kirchenfenster von Lothar Mannewitz |                   |
| Rostock-Südstadt     | Südstadtgemeinde              | Rostock        | Gemeindehaus Südstadt            | HRO Koord.         | 20. Jahrh.                  | Putzbau, modernes Gemeindezentrum |                   |
| Rostock-Toitenwinkel | Toitenwinkel                  | Rostock        | Kirche Toitenwinkel              | HRO Koord.         | 14./19. Jahrh.              | Backstein |                   |
| Rostock-Warnemünde   | Warnemünde                    | Rostock        | Kirche Warnemünde                | HRO Koord.         | 19. Jahrh.                  | Backstein, neugotisch |                   |
| Rostock              | Innenstadtgemeinde            | Rostock        | Marienkirche Rostock             | HRO Koord.         | 13. Jahrh.                  | Backstein |                   |
| Rostock              | Innenstadtgemeinde            | Rostock        | Nikolaikirche Rostock            | HRO Koord.         | 13. Jahrh.                  | Backstein |                   |
| Rostock              | Innenstadtgemeinde            | Rostock        | Petrikirche Rostock              | HRO Koord.         | 13. Jahrh.                  | Backstein |                   |
| Rostock              | Jakobigemeinde                | Rostock        | Universitätskirche (Rostock)     | HRO Koord.         | 14. Jahrh.                  | Backstein |                   |
| Rostocker Wulfshagen | Ribnitz                       | Ribnitz/Sanitz | Dorfkirche Rostocker Wulfshagen  | VR Koord.          | 13./19. Jahrh.              | Backstein mit Putzgiebel, 1825 Turm und Sakristei abgetragen, Wandmalerei mit 12 Weihekreuzen, Schnitzaltar um 1500, Orgel von Borger, Votivschiff an Kirchendecke, Bibelinschriften in Fenstern, freistehender hölzerner Glockenstuhl |                   |
| Rühn                 | Bützow                        | Güstrow        | Klosterkirche Rühn               | LRO Koord.         | 13. Jahrh.                  | Backstein |                   |
| Sanitz               | Sanitz                        | Ribnitz/Sanitz | Dorfkirche Sanitz                | LRO Koord.         | 13. Jahrh.                  | Feldstein, südl. Backsteinvorhalle 15. Jh., Turm 13. Jh. mit Fachwerkaufsatz 18. Jh., Ornamentale Malereien 13. Jh., Kreuztragung des Simon von Cyrene 14. Jh., Reste einer Ritterfigur 14. Jh., Altar 18. Jh., Kanzel mit geschnitzten Evangelistenfiguren 1694, Gestühl 1592, Tür und Beschlag des Chorportals um 1300 |                   |
| Sarmstorf            | Hohen Sprenz-Kritzkow         | Güstrow        | Kapelle Sarmstorf                | LRO Koord.         | 17. Jahrh.                  | Fachwerk |                   |
| Satow                | Satow                         | Bad Doberan    | Dorfkirche Satow                 | LRO Koord.         | 19. Jahrh. (1864–1867)      | Backstein, neugotisch, kreuzförmiger Grundriss, Westturm, Altargemälde mit Kreuzigungsszene von Theodor Fischer-Poisson 1867 |                   |
| Satow                | Satow                         | Bad Doberan    | Kirchenruine Satow               | LRO Koord.         | 13. Jahrh.                  | Feldstein, frühgotisch, Backsteinverwendung bei Portalen, Fenstern und Innengliederung, Abbrucharbeiten zur Materialgewinnung Ende 19. Jh., Sicherungsmaßnahmen in den 1990er Jahren |                   |
| Schlieffenberg       | Wattmannshagen                | Güstrow        | Kirche Schlieffenberg            | LRO Koord.         | 19. Jahrh.                  | Backstein, Neogotik |                   |
| Schorrentin          | Neukalen-Schorrentin          | Meckl. Schweiz | Dorfkirche Schorrentin           | MSE Koord.         | 13. Jahrh.                  | Backstein |                   |
| Schwaan              | Schwaan                       | Güstrow        | St.-Paulus-Kirche                | LRO Koord.         | 13. Jahrh.                  | Backstein, Taufstein von 1589, Triumphkreuzgruppe teils von 1300, neugotischer Anbau |                   |
| Schwinkendorf        | Gielow                        | Meckl. Schweiz | Dorfkirche Schwinkendorf         | MSE Koord.         | 13. Jahrh.                  | Feldstein |                   |
| Serrahn              | Klaber-Serrahn                | Güstrow        | Dorfkirche Serrahn               | LRO Koord.         | 13./19. Jahrh.              | Backstein |                   |
| Stäbelow             | Parkentin                     | Bad Doberan    | Dorfkirche Stäbelow              | LRO Koord.         | 14. Jahrh.                  | Backstein, in Feldstein begonnen, Nordsakristei, quadratischer Westturm mit vier Blendgiebeln, doppeltem Zahnfries und achtseitigem Turmhelm |                   |
| Steffenshagen        | Steffenshagen-Retschow        | Bad Doberan    | Dorfkirche Steffenshagen         | LRO Koord.         | 14. Jahrh.                  | Backstein, dreischiffig, Chor Ende 13. Jh., Teilerweiterungen und Turm zweite Hälfte des 19. Jh., Schnitzaltar 15. Jh., hölzerner Kanzelkorb 17. Jh., geschnitzte Evangelistenfiguren 18. Jh., Triumphkreuzgruppe Ende 15. Jh., romanische Granittaufe um 1200, Bronzeglocke 1379 |                   |
| Suckow               | Pfarrgemeinde                 | Güstrow        | Dorfkirche Suckow                | LRO Koord.         | 13. Jahrh.                  | Backstein |                   |
| Tarnow               | Bützow                        | Güstrow        | Dorfkirche Tarnow                | LRO Koord.         | 14. Jahrh.                  | Backstein, Schnitzaltar 15. Jahrh., Kanzel 1674, spätgotisches Kruzifix, Prismenbild über Tod und Auferstehung |                   |
| Tessin               | Tessin                        | Ribnitz/Sanitz | St.-Johannis-Kirche Tessin       | LRO Koord.         | 13./14. Jh.                 | Backstein, spätromanischer Chor in Feldstein begonnen Mitte 13. Jh., frühgotisches dreischiffiges Langhaus 14. Jh., neugotisches westliches Glockenhaus 19. Jh., hölzerner Dachreiterturm 19. Jh. mit Spitzhelmdach, Turmuhr und einer Glocke, Innenausmalung 1896–1898, Orgel von Mehmel 1878 |                   |
| Teterow              | Teterow                       | Meckl. Schweiz | Peter-Pauls-Kirche Teterow       | LRO Koord.         | 13. Jahrh.                  | Backstein |                   |
| Thelkow              | Thelkow                       | Ribnitz/Sanitz | Dorfkirche Thelkow               | LRO Koord.         | 13. Jahrh.                  | Feldstein/Backstein, zweijochiges Schiff, quadratischer Chor, Nordsakristei mit Fachwerkgiebel 18. Jh., freistehender hölzerner Glockenstuhl wohl 18. Jh.; Kreuzrippengewölbe, Agnus-Dei-Relief auf Schlussstein einer Gewölberippe, Schnitzaltar mit Kreuzigungsszene und Heiligenfiguren 15. Jh. und im 18. Jh. ergänzt, Predella mit Abendmahlsgemälde, Relief und Kruzifix 18. Jh., Granittaufe 13. Jh., Holzkanzel 1680, ehemalige Rokoko-Patronatsloge 18. Jh., |                   |
| Thürkow              | Thürkow-Warnkenhagen          | Meckl. Schweiz | Dorfkirche Thürkow               | LRO Koord.         | 13. Jahrh.                  | Backstein |                   |
| Thulendorf           | Thulendorf                    | Ribnitz/Sanitz | Dorfkirche Thulendorf            | LRO Koord.         | 13. Jahrh.                  | Feldstein, flachgedeckt, Westturm aus Feld- und Backsteinen, eingezogener kreuzgewölbter Backsteinchor, Erneuerung 1663, Reste v. Wandmalereien wohl um 1663, Altar mit Gemälde Ecce homos 1664, Allianzwappen (von Huhnmörder/von Levezow) 1707 |                   |
| Vilz                 | Vilz                          | Ribnitz/Sanitz | Dorfkirche Vilz                  | LRO Koord.         | 13. Jahrh.                  | Feldstein, romanisch-gotisch, zweijochig, Blendgiebel, großes Kreuz im Ostgiebel, freistehender Glockenstuhl mit einer Glocke, Schnitzaltar 16. Jh., Kanzel im Rokokostil 1575, 2 Stuhlwangen mit Wappenreliefs 1575 |                   |
| Volkenshagen         | Volkenshagen                  | Ribnitz/Sanitz | Dorfkirche Volkenshagen          | LRO Koord.         | 13. Jahrh.                  | Feldstein, vierjochig, 1892–1895 restauriert, Turm mit achteckigem Obergeschoss und Spitzhelm, Reste neogotischer Innenausstattung, Grabstein mit Inschrift von 1580 |                   |
| Walkendorf           | Basse-Walkendorf              | Meckl. Schweiz | Dorfkirche Walkendorf            | LRO Koord.         | 13. Jahrh.                  | Backstein |                   |
| Warnkenhagen         | Thürkow-Warnkenhagen          | Meckl. Schweiz | Dorfkirche Warnkenhagen          | LRO Koord.         | 14. Jahrh.                  | Backstein |                   |
| Warnow               | Bützow                        | Güstrow        | Dorfkirche Warnow                | LRO Koord.         | 14. Jahrh.                  | Feldstein, Orgel, Kirchenschiff und Westfassade 19. Jahrh. neugotischer Inneneinrichtung |                   |
| Wasdow               | Gnoien                        | Meckl. Schweiz | Dorfkirche Wasdow                | LRO Koord.         | 18. Jahrh.                  | Fachwerk |                   |
| Wattmannshagen       | Wattmannshagen                | Güstrow        | Dorfkirche Wattmannshagen        | LRO Koord.         | 13. Jahrh.                  | Backstein/Feldstein |                   |
| Weitendorf           | Hohen Sprenz-Kritzkow         | Güstrow        | Dorfkirche Weitendorf (Laage)    | LRO Koord.         | 13. Jahrh.                  | Backstein |                   |
| Weitendorf           | Cammin/Petschow               | Ribnitz/Sanitz | Dorfkirche Weitendorf (Cammin)   | LRO Koord.         |                             | Feldstein, Ausstattung 18. Jh., Altargemälde mit Abendmahlsszene, Kanzel mit geschnitzten Evangelisten |                   |
| Wiendorf             | Schwaan                       | Güstrow        | Dorfkirche Wiendorf              | LRO Koord.         | 14. Jahrh.                  | Ziegel mit Feldstein |                   |
| Wolkow               | Levin mit Brudersdorf         | Meckl. Schweiz | Kapelle Wolkow                   | MSE Koord.         | 20. Jahrh. (1992)           | Ziegelbau |                   |
| Wustrow              | Wustrow                       | Ribnitz/Sanitz | Kirche Wustrow                   | VR Koord.          | 19. Jahrh. (1873)           | Backstein, neugotisch auf künstlichem Hügel, quadratischer Westturm mit achtseitigem Spitzhelm, 3 Glocken von 1957, Orgel von Jehmlich 1970, dreiflügliger Holzaltar mit Bild Rettung Christi aus dem Meer, Kalksandsteintaufe um 1300 |                   |
| Zehna                | Lohmen                        | Güstrow        | Dorfkirche Zehna                 | LRO Koord.         | 13. Jahrh.                  | Feldstein, spätromanisch, 1966/67 restauriert, Wand- und Gewölbemalerei (14./15. Jh., restauriert 19. Jh.) |                   |
| Zepelin              | Bützow                        | Güstrow        | Kapelle Zepelin                  | LRO Koord.         | unbekannt                   | Fachwerk, vierseitiger Bau mit Walmdach und Glockengaube, flachgedeckter Innenraum mit bemalter Kanzel und Altar (17. Jahrh.) |                   |
| Zernin               | Bützow                        | Güstrow        | Dorfkirche Zernin                | LRO Koord.         | 13./14. Jahrh.              | Feldstein, 2002 aufwändig saniert und mit einem Solardach ausgestattet, moderner Innenraum |                   |
| Zettemin             | Rittermannshagen/Groß Gievitz | Meckl. Schweiz | Dorfkirche Zettemin              | MSE Koord.         | 13. Jahrh.                  | Feldstein, Frieseorgel |                   |